# Intuition

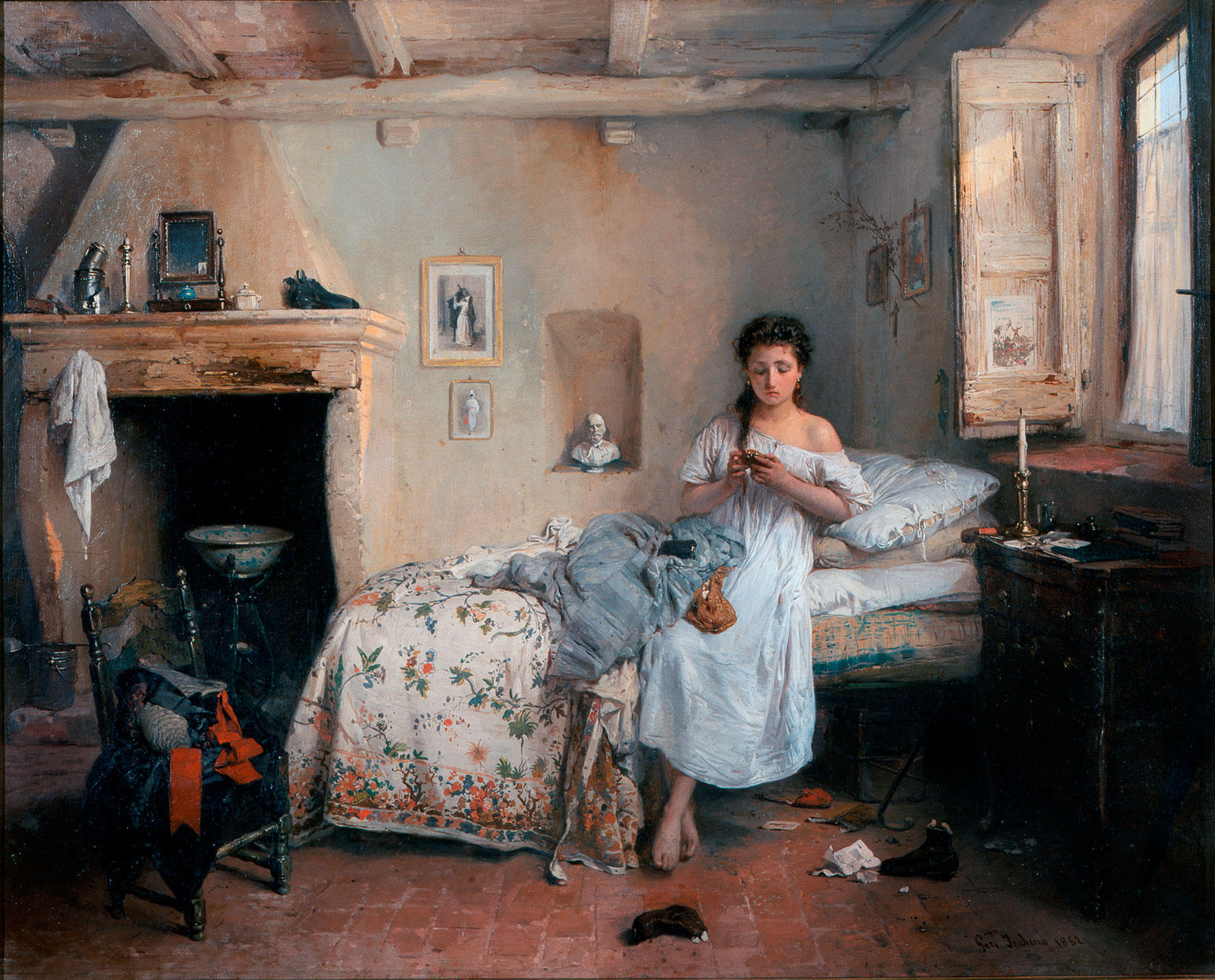
Triste Pressentiment par Gerolamo Induno.

Pour les articles homonymes, voir Intuition (homonymie).
L'intuition est un mode de connaissance, de pensée ou de jugement, conçu comme immédiat (au sens de direct) ; selon les acceptions, c'est un processus ou une faculté de l'esprit.
Définie de plusieurs manières en philosophie ainsi qu'en psychologie, l'intuition serait le fait de pressentir ou comprendre quelque chose sans analyse ni raisonnement.
L'intuition peut être supra-rationnelle ou infra-rationnelle. Son domaine est large : il concerne aussi bien la connaissance proprement dite (métaphysique ou représentation du monde) que les sentiments (sur les choses) ou les motivations (à agir).
Elle est parfois dénommée, de façon plus familière, flair,. Cette dernière appellation ne concerne que la connaissance infra-rationnelle.

## Étymologie
Du latin intuitio, « vue, regard », dérivé de intueri « regarder attentivement ».

## Fonction
L'intuition semble être immédiate du fait qu'elle paraît opérer sans user de la raison, et est généralement perçue comme inconsciente : seule sa conclusion est alors disponible à l'attention consciente. L'intuition n'opérerait ainsi pas par raisonnement : elle ne serait jamais une inférence, du moins consciente. Elle est plutôt une forme de perception spontanée qui permet de générer une certitude sans se baser sur des données empiriques.
De plus, l'intuition prend souvent la forme d'un sentiment d'évidence quant à la vérité ou la fausseté d'une proposition, dont l'assurance est d'autant plus remarquable qu'il est souvent difficile d'en justifier la pertinence. On aura par exemple l'intuition que telle idée ou action, tel sentiment, est juste, sans savoir pourquoi. Néanmoins, il est fréquemment possible de rationaliser une intuition a posteriori. L'intuition peut ainsi jouer un rôle non négligeable dans les découvertes scientifiques. Par ailleurs, on considère que l'intuition peut être valable et suffire dans la vie d'un individu, mais qu'elle manque de crédibilité en elle-même pour suffire aux exigences de la recherche scientifique.
Selon le chercheur Herbert Simon l'intuition fonctionne ainsi : « la situation fournit un indice ; cet indice donne à l'expert un accès à une information stockée dans sa mémoire, et cette information, à son tour, lui donne la réponse. L'intuition n'est rien moins que de la reconnaissance ».
Le chercheur en psychologie Gary A. Klein (en) a montré que chez les pompiers, dans les situations d'urgence, les chefs, qui doivent parfois prendre des décisions très importantes sur des intuitions, ne mettent pas en balance plusieurs choix mais examinent une seule solution plausible et la « simulent mentalement » pour voir si elle fonctionne. Si c'est le cas, ils la mettent en pratique, dans le cas contraire ils modifient leur plan ou passent à un autre plan. Ces différents plans seront élaborés à partir de leur expérience personnelle ou des récits qui leur ont été faits d'expériences similaires.
D'après le psychologue et économiste Daniel Kahneman la validité d'une intuition ne doit pas être évaluée à l'aune de la confiance que celui à qui elle apparaît lui porte. Il est en effet tout à fait possible d'avoir un sentiment « [d']aisance cognitive » simplement à partir des informations superficielles sans se rendre compte qu'il manque des éléments. Pour ce chercheur, une intuition juste tient à deux conditions : un environnement régulier et donc prévisible et le fait que la personne qui a l'intuition a une connaissance suffisamment longue de cet environnement grâce à une longue pratique. Cela explique qu'il soit courant d'avoir des intuitions justes dans certains jeux, comme les échecs, le bridge ou le poker, et que des spécialistes comme les médecins ou les pompiers puissent souvent avoir de bonnes intuitions. Selon Daniel Kahneman, cela explique aussi que les intuitions à long terme dans le domaine économique ou politique soient souvent fausses, l'environnement étant trop irrégulier.
Néanmoins, on peut compléter cette approche occidentale de l'intuition par la conception qu'en a l'Extrême-Orient.
L'une des plus grandes réussites de la pensée chinoise est d'avoir su retirer de l'observation de l'univers une rationalité fondée sur le rapprochement de l'intuition avec le hasard et en cela totalement différente de celle développée en Occident. L'écriture chinoise, tout autant que le Yi Jing, classique chinois du Livre des Changements, recourent à un système d'associations visuelles qui fait constamment appel à une intuition entrant en contact avec toutes les manifestations de la réalité.

## Philosophie
Pour Platon, l'intuition est la saisie immédiate de la vérité de l'idée par l'âme indépendamment du corps.
Au contraire pour Épicure, l'intuition est la saisie immédiate de la réalité du monde par le corps indépendamment de l'âme.
Pour Descartes, l'intuition est la connaissance immédiate et certaine de la vérité d'une idée par sa nécessité intrinsèque, comme on le saisit dans les mathématiques et plus encore dans l'intuition que la conscience a d'elle-même d'être une « chose pensante » à travers l'expérience du cogito : « Il n'y a pas d'autres voies qui s'offrent aux hommes, pour arriver à une connaissance certaine de la vérité, que l'intuition évidente et la déduction nécessaire ».
Chez Blaise Pascal, on peut rapprocher l'intuition de ce qu'il dénomme l'esprit de finesse, ce « sens bien délicat » qui permet « tout d'un coup voir la chose d'un seul regard, et non pas par progrès de raisonnement, au moins jusqu'à un certain degré », d'appréhender certains principes, si délicats eux-mêmes qu'on « les sent plutôt qu'on ne les voit », si bien que l'on « a des peines infinies à les faire sentir à ceux qui ne les sentent pas ».
Pour Spinoza, l'intuition est la connaissance immédiate et certaine de l'essence des choses à partir de la compréhension nécessaire de leur cause par la raison, c'est l'unique source de vérité qui s'oppose à la connaissance vague par le langage ou l'expérience corporelle.
Pour Henri Bergson, l'intuition est la conscience dans ce qu'elle a de plus lumineux. Pour Bergson, c'est la saisie de l'esprit par lui-même au sein de la durée, qu'il définit comme « la sympathie intellectuelle ou spirituelle par laquelle on se transporte à l'intérieur d'un être pour coïncider avec ce qu'il a d'unique et par conséquent d'inexprimable ».
Kant écrit dans la Critique de la raison pure « de quelque manière et par quelque moyen qu'une connaissance puisse se rapporter à des objets, le mode par lequel elle se rapporte immédiatement à eux et que toute pensée prend comme moyen pour les atteindre est l'intuition ». Il distingue intuition empirique et intuition pure ; l'intuition empirique est relative au contenu de la sensation. L'intuition pure, quant à elle, est relative à la sensibilité qu'il définit comme « la capacité de recevoir (réceptivité) des représentations par la manière dont nous sommes affectés par des objets ».
Pour la phénoménologie, à travers Husserl, Scheler et Hartmann, c'est la saisie immédiate du réel pour ce qu'il est à travers ce qu'il apparaît être, le « phénomène ».
Husserl, dans ses Recherches logiques, suivi de Martin Heidegger, introduisirent la notion capitale d'intuition catégoriale, à la base du renouvellement de la phénoménologie contemporaine. L'intuition, comme mode de dévoilement de l'indicible, est un phénomène mystique. La vouloir exprimer (traduire) conduit à l'aporie.
Pour Jean-Paul Sartre, « Il n'est d'autre connaissance qu'intuitive. La déduction et le discours, improprement appelés connaissance, ne sont que des instruments qui conduisent à l'intuition ».
Pour Michel Henry, l'intuition est la propriété que possède la vie de se sentir elle-même hors de toute idée, représentation (phénoménologie matérielle).
Pour René Guénon, il y a deux sortes d'intuitions opposées. D'une part, une intuition sensible ou vitale, constitutive d'un « intuitionnisme anti-métaphysique » qui « entend s'attacher à l'individuel, et elle est ainsi, non pas “au-delà”, mais bien « en deçà » de la physique, ou de la science rationnelle, connaissance du général ». D'autre part, il y a « la véritable intuition intellectuelle ou métaphysique, essentiellement « supra-rationnelle » », qui est la saisie des principes universels de l'Être, qui est humain dans l'un de ses états. René Guénon reconnaît avec Aristote et saint Thomas d'Aquin que cette « connaissance intuitive, parce qu'elle est immédiate, est nécessairement infaillible par elle-même ; au contraire, l'erreur peut toujours s'introduire dans toute connaissance qui n'est qu'indirecte ou médiate comme l'est la connaissance rationnelle ; et l'on voit par là combien Descartes avait tort de vouloir attribuer l'infaillibilité à la raison ». L'intuition intellectuelle ne doit pas être confondue « avec la “vision intellectuelle” des mystiques », qui, en tant que « vision », demeure un « phénomène » où a lieu « l'action d'un principe supra-individuel dans le domaine individuel ». Or « il ne peut évidemment être question de “phénomènes” d'aucune sorte au point de vue métaphysique », qui dépasse le domaine individuel dans toute son extension.

## Psychologie
Carl Gustav Jung (1875-1961) dans sa théorie des types indique que l'intuition fait partie des grandes dimensions psychologiques. La théorie des types psychologiques de Jung repose sur la notion de préférence entre deux polarités. Pour ce qui concerne la dimension perception – comment nous percevons les choses – certains sont de type intuition, d'autres sont de type sensation (les cinq sens). L'intuition représente donc une des polarités de notre mode de perception. La théorie des types est à l'origine du Myers Briggs Type Indicator (MBTI).
Christopher W. Allison et John Hayes, professeurs à la Business School de l'université de Leeds (Royaume-Uni), ont mis au point un questionnaire qui permet de mesurer le Cognitive Style Index (CSI) sur la base de leurs études qui viennent empiriquement confirmer la dimension analyse-intuition dans les comportements humains.
Pour Arthur Koestler, physicien et écrivain anglais d'origine hongroise (1905-1983), le déclic créateur est lié à un processus psychologique de régression, à une levée des contrôles intellectuels, à un glissement vers un équilibre mental plus primitif, une sorte de « débranchement » des connexions habituelles. Alors peuvent se nouer des connexions nouvelles qui, normalement, sont censurées (inhibition latente). Ces connexions ne sont pas verbales, mais plutôt visuelles, analogiques ou métaphoriques. Dans Le Cri d'Archimède[source insuffisante], Koestler écrivit : « Découvrir, c'est bien souvent dévoiler quelque chose qui a toujours été là, mais que l'habitude cachait à nos regards ». Au moment du déclic se produit un phénomène que Koestler appelle « bissociation » : une synthèse intuitive immédiate entre deux zones qu'il nomme « matrices ». Les deux matrices sont là, mais distantes l'une de l'autre, soit par le champ des disciplines, soit dans le temps. C'est l'intuition qui les saisit ensemble et qui perçoit entre elles un lien caché.

## Médecine
L'intuition clinique est l'un des aspects importants de la médecine, basée sur l'expérience, sur « la perception de la maladie, l'auto-évaluation de l'état de santé et la première impression clinique, documentée à un stade précoce », par exemple après l'arrivée aux urgences dans le cadre hospitalier. Cette capacité, plus ou moins développée chez les personnels médicaux est désormais challengée par l'intelligence artificielle.
Selon une étude parue dans la revue PLoS One, l'intuition clinique d'infirmières et de médecins à propos de la probabilité que des personnes âgées admises dans des départements d'urgence meurent ou rencontrent d'autres issues défavorables dans les trente jours se montre hautement précise ; et quand un patient dit partager le jugement intuitif du médecin, ses chances d'obtenir un diagnostic précis sont plus élevées. D'autres travaux laissent aussi penser que le médecin, en première ligne, gagne à considérer comme utiles les intuitions du patient sur les symptômes qu'il éprouve. Il peut aussi confronter son intuition à celle d'autres cliniciens ou professionnels de santé pour voir si elles se recoupent. 

### Psychiatrie
Le psychiatre peut être confronté à un patient annonçant qu'il a tout compris, qu'il est en communication avec une divinité, qu'il sait que le médecin peut lire ses pensées, etc..
L'intuition peut être utile au médecin pour comprendre son patient et prendre des décisions rapides. Le psychiatre Simon-Daniel Kipman, écrit : « L'intuition, on peut la définir comme un objet scientifique invisible. Mais force est de constater qu'elle vole constamment au secours du médecin, du soignant, pour lui permettre de faire des choix thérapeutiques à la fois rapides et qui ne soient pas programmés anonymement à l'avance ».

## Pédagogie
L'Anschauung ou « intuition sensible » s'est développée dans l'enseignement primaire au XIXe siècle en Allemagne, sur la base des travaux de Johann Heinrich Pestalozzi, pédagogue suisse. Il s'agissait pour lutter contre la scolastique, l'enseignement mécanique et routinier de « substituer l'observation des choses à l'étude des mots, le jugement à la mémoire, l'esprit à la lettre, la spontanéité à la passivité intellectuelle ». Il était demandé aux enfants d'observer attentivement à l'aide de tous leurs sens, des tableaux ou objets présentés dans la salle de classe. Cette observation était guidée par des questionnements structurés du professeur ou maître d'école. Ceci a aussi donné lieu à ce qui a été nommé Leçon de choses en France et Object Lessons dans le monde anglo-saxon.